# Água de Pau
Água de Pau är en 947 meter hög stratovulkan på São Miguel, Azorerna. 
Den 4 kilometer breda och 7 kilometer långa yttre calderan bildades för 30 000-45 000 år sedan. Den inre calderan, som är 2,5 kilometer bred och 4 kilometer lång bildades för 15 000 år sedan och fylls delvis av kratersjön Lagoa do Fogo. För 5 000 år sedan bildade den vulkaniska aktiviteten flera lavadomer i den norra och västra delen. Det senast kända utbrottet ägde rum 1563. . På den nordvästra delen finns varma källor.